# Edward A. Murphy
Edward A. Murphy (11 ianuarie 1918 – 17 iulie 1990) a fost un inginer de aviație din Statele Unite, inventatorul legilor lui Murphy.

## Istorie
Născut în zona Canalului Panama în 1918, Murphy era cel mai mare dintre cei cinci copii. [2] După ce a urmat liceul în New Jersey, a mers la Academia Militară a Statelor Unite din West Point, absolvind în 1940. În același an a acceptat o comisie în armata Statelor Unite și a întreprins pregătirea pilotului cu United States Army Air Corps în 1941. În timpul celui de-al doilea război mondial a slujit în Teatrul Pacific, India, China și Birmania (cunoscută acum sub numele de Myanmar), obținând rangul de maior.
După sfârșitul ostilităților, în 1947 Murphy a participat la Institutul de Tehnologie al Forțelor Aeriene ale Statelor Unite, devenind ofițer de cercetare și dezvoltare la Centrul de dezvoltare aeriană Wright din baza forței aeriene Wright-Patterson. Tocmai aici s-a implicat în experimentele de sanie cu rachete de mare viteză (proiectul USAF MX981, 1949) care au dus la inventarea legii lui Murphy. [3] Murphy însuși ar fi fost nemulțumit de interpretarea obișnuită a legii sale, care este văzută ca surprinzând „blestemul” esențial al obiectelor neînsuflețite. [4] Murphy a considerat legea ca cristalizând un principiu cheie al proiectării defensive, în care ar trebui să ne asumăm întotdeauna scenariile cele mai nefavorabile. [5] Murphy a fost spus de către fiul său că a considerat numeroasele versiuni ludice ale legii drept „ridicole, banale și eronate”. Încercările sale de a lua legea mai în serios nu au avut succes. [Citație necesară]
În 1952, după ce și-a dat demisia din Forțele Aeriene ale Statelor Unite, Murphy a efectuat o serie de teste de accelerare a rachetelor la Baza Forței Aeriene Holloman, apoi s-a întors în California pentru a urma o carieră în proiectarea cabinei de aeronave pentru o serie de antreprenori privați. A lucrat la sistemele de evacuare a echipajului pentru unele dintre cele mai faimoase avioane experimentale din secolul al XX-lea, inclusiv F-4 Phantom II, XB-70 Valkyrie, SR-71 Blackbird, B-1 Lancer și X-15 avion rachetă. În anii 1960, a lucrat la sisteme de siguranță și de susținere a vieții pentru Proiectul Apollo și și-a încheiat cariera cu lucrări privind siguranța pilotului și sisteme de operare computerizate pe elicopterul Apache.